# Нортъмбърланд (окръг)
Окръг Нортъмбърланд (на английски: Northumberland County) е окръг в щата Пенсилвания, Съединени американски щати. Площта му е 1235 km², а населението - 991 647 души (1 април 2020). Административен център е град Сънбери.